# Stratovarius
Stratovarius é uma banda finlandesa de power metal originária de Helsinque, fundada em 1984. O nome  "Stratovarius" vem da aglutinação de Stratocaster (modelo de guitarra) com Stradivarius (marca conhecida por seus violinos). A banda vendeu milhões de cópias em todo o mundo ao longo de sua carreira e segue em atividade constante desde o seu início.

## História

### Formação e primeiros anos (1984-1985)

"Flor de lis", símbolo utilizado nos antigos discos da banda.

Em 1984 foi criada na Finlândia, mais especificamente na cidade de Helsinque (famosa por ser a origem de muitas bandas de heavy metal), a banda Black Water. Formada por 3 amantes de Black Sabbath: Tuomo Lassila, baterista e vocalista; John Vihervã, baixista e Staffan Strahlman, guitarrista.
A banda ainda iniciante começou fazendo apresentações de cover de outras bandas mais famosas, principalmente do Black Sabbath, da qual retiravam inspiração para suas primeiras canções e rifts próprios. John Vihervã deixou a banda. Seu vago lugar foi ocupado pelo desconhecido Jyrki Lentonen.
No ano seguinte, a banda adota o nome que iria imortalizar, Stratovarius, que segundo Tuomo Lassila é uma mistura do modelo Stratocaster da Fender com a marca de violinos Stradivarius. Ao mesmo tempo ocorre a troca do guitarrista com a saída de Staffan e entrada de Timo Tolkki. Passou a ocupar também o cargo de vocalista, já que Tuomo estava sofrendo para tocar bateria e ainda cantar. Tolkki trouxe também à banda uma influência de música clássica e heavy metal melódico, que na época era um estilo novo.

### Primeiros trabalhos,Fright Night,Twilight TimeeDreamspace(1985-1994)
A banda fez algumas demos que foram enviadas a várias gravadoras na Finlândia, e a CBS Finland os procurou para um contrato. Um novo tecladista de nome Antti Ikonen entrou para o grupo e com essa formação o Stratovarius gravou o seu primeiro single com "Future Shock" e "Witch Hunt", em 1988. Em 1989 outro single denominado "Black Night" e "Night Screamer", e finalmente, o álbum de estreia Fright Night.
O baixista Jyrki Lentonen deixa a banda dando lugar a Jari Behm e em 1990 novo material era escrito. Porém, a CBS já não tinha interesse em lançar o novo material, o que forçou o Stratovarius a financiar as suas próprias gravações sem nenhum contrato. Desta maneira, foi lançado Stratovarius II, no início de 1992, na Finlândia.
Muitas fitas foram enviadas pelo mundo todo, e a Shark Records quis assinar com a banda, depois de escutar a canção "Hands of Time". Stratovarius II foi lançado com uma nova capa e um novo nome, Twilight Time, no fim de 1992 em toda a Europa e Japão.
O terceiro álbum, Dreamspace, teve lançamento mundial no início de 1994, e já contava com a presença de Jari Kainulainen como baixista. Foram feitos neste ano concertos em Tokio, Osaka e Nagoya.

### Entrada de Timo Kotipelto, Jörg Michael e Jens Johansson (1994-2004)
Novo material foi escrito na primavera de 1994 (outono no Hemisfério Sul) e a banda entrou em estúdio. Então, Timo Tolkki decidiu focar apenas na guitarra e que banda precisava procurar um novo vocalista. Timo Kotipelto recebeu um telefonema de Timo Tolkki e, após uma audição, tornou-se o vocalista do Stratovarius, posição que ocupa desde então.
A nova fase de Timo pode ser ouvida no quarto lançamento da banda, Fourth Dimension. A banda fez uma turnê tocando em shows por toda a Alemanha, Suíça, Países Baixos, Finlândia, Grécia e Japão. Após todas essas turnês, Tuomo Lassila e Antti Ikonen, os membros de mais tempo na banda, quiseram sair, pois não podiam tocar o material desenvolvido por Timo Tolkki.[carece de fontes?] Entraram então para substituí-los o novo baterista Jörg Michael, da Alemanha, que anteriormente tocara com o Running Wild e Mekong Delta; e o novo tecladista Jens Johansson, da Suécia, que tocara com Dio e Yngwie Malmsteen.
Foi lançado então o quinto álbum da banda, Episode. Pela primeira vez um coro de 40 cantores e uma orquestra de 20 instrumentos de corda foram usados.
Em 1997 a banda lançou um novo disco, Visions. A tour foi grande e englobou vários países, como EUA, Dinamarca, Grécia, Japão, Alemanha, Finlândia, Suíça, Suécia, Inglaterra e Brasil. Desta tour saiu Visions of Europe, que se trata de um CD duplo ao vivo, e traz músicas antigas mescladas às que foram sucesso absoluto do álbum Visions.
Em 1998 a banda lança seu sétimo trabalho, Destiny.
Em 2000, vem o novo álbum, o Infinite, e um novo single, "Hunting High And Low", seguido de um clipe e turnês, passando novamente pelo Brasil.
No ano de 2001, é lançado o disco Intermission, desta vez sem músicas inéditas, apenas faixas bônus de discos previamente lançados (muitas delas antes apenas disponíveis em singles), alguns covers, entre eles "Bloodstone" do Judas Priest e "I surrender", do Rainbow.
Vem o ano de 2003 em que o Stratovarius lança dois novos álbuns, Elements, Pt. 1 e Elements, Pt. 2, além do single "Eagleheart", seguido de um clipe.

### Conflitos internos e saída de Jari Kainulainen (2004-2008)

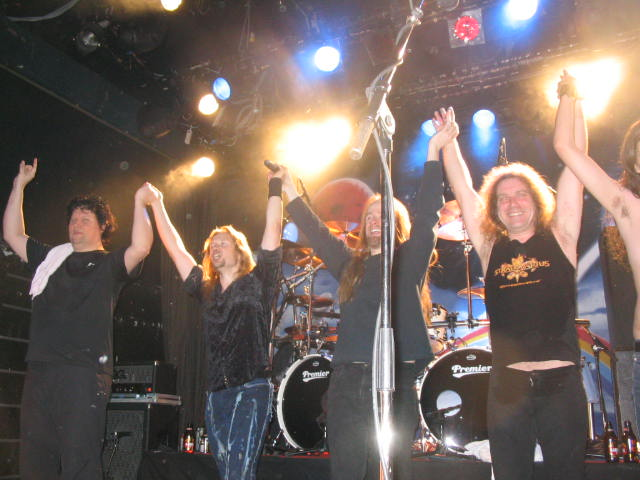
O Stratovarius encerrando uma apresentação na Finlândia em 2006.

Entre 2004 e o começo de 2005 foram tempos turbulentos para o Stratovarius. O líder da banda Timo Tolkki (guitarrista), sofreu de problemas de saúde, como bipolaridade. Por conta disso, toma atitudes estranhas e acaba gerando confusões, desentendimentos, expulsando membros, contratando sem referências uma vocalista feminina e dando declarações consideradas misteriosas. Após tratamento e com pedidos de desculpas de Tolkki pelos seus atos durante o tempo de insanidade, Kotipelto voltou para a banda, junto com Jörg.
Apesar do clima tenso, com a banda reunida, foi produzido o décimo terceiro álbum de estúdio, auto-intitulado, em 2005. Após as gravações terminarem, o baixista Jari Kainulainen resolveu sair da banda por razões pessoais. Foi substituído então por Lauri Porra, baixista que já havia tocado com Timo Kotipelto em seu álbum solo.

### Hiato, saída de Timo Tolkki e retorno (2008-2011)
Dia 2 de abril de 2008, Timo Tolkki anunciou o fim da banda. As tensões internas da banda foram mencionadas como a causa. Estavam planejando lançar um novo álbum de estúdio, com iniciais R....R.... em 2008. Tolkki lança o álbum solo dele em junho de 2008, formado por uma banda nova, chamada "Revolution Renaissance".
Após Timo Tolkki ceder os direitos da banda aos membros remanescentes, o Stratovarius voltou e recrutou, em 2008, o virtuoso guitarrista finlandês Matias Kupiainen, então com 25 anos.
Os integrantes prometeram retornar com um novo álbum de estúdio em 2009, após o primeiro anúncio oficial desde a saída do guitarrista e principal compositor Timo Tolkki. Em 2009, o Stratovarius confirmou datas em festivais e lançou o primeiro disco com essa nova formação, Polaris, em maio de 2009.

### Elysiume aposentadoria de Jörg (2011-2012)
Em janeiro de 2011, Stratovarius lançou o segundo álbum com a formação atual da banda e o décimo terceiro de estúdio, o Elysium. Junto com o lançamento de "Elysium", a banda sai em turnê mundial com a banda alemã Helloween. Junto da turnê mundial, também é lançado o primeiro clipe do recente álbum de estúdio: "Under Flaming Skies", que mostra a banda em atuação durante uma apresentação da turnê. O clipe é uma dedicatória ao baterista Jörg Michael, cuja saída da banda por motivos pessoais foi anunciada no dia 15 de Setembro de 2011. Ele continuaria em atividade com o Stratovarius até 2012.
Foi realizada uma pequena turnê para despedida do baterista, pela Finlândia, e algumas apresentações na América do Sul. Durante a turnê foi anunciado que um DVD apresentando a banda em atividade seria gravado marcando seus 15 anos na banda. Foi feita uma votação para que os próprios fãs escolhessem o nome do DVD. A gravação ao vivo foi feita em Tampere, Finlândia e foi lançada no dia 29 de junho pela EAR Music.

### Entrada de Rolf,Nemesis,Eternal,Enigma: Intermission 2eSurvive(2012-presente)
Após a saída de Jörg Michael, foi aberto um processo de seleção para a escolha de um novo baterista. Em junho de 2012, foi anunciado o novo baterista para ao line-up: Rolf Pilve.
Ao mesmo tempo, a banda confirmou várias apresentações em 2012. Em novembro daquele ano, a banda anunciou o seu novo álbum Nemesis, que foi lançado em 22 de fevereiro de 2013. O primeiro single, "Unbreakable", lançado no dia 25 de janeiro, com algumas faixas de álbuns anteriores da banda.
Nemesis foi então lançado com 11 faixas em sua edição padrão, e duas faixas bônus na especial. A banda entrou então em turnê mundial, com a participação do Amaranthe, para divulgação do álbum. Em 2014 foi lançado, pela Edel Music, um novo DVD chamado Nemesis Days com gravações da turnê do álbum Nemesis.
Em abril de 2015, a banda anunciou seu décimo quinto álbum, Eternal, lançado em 14 de agosto do mesmo ano.
Em maio de 2016, o Stratovarius lançou, pela earMusic, uma nova coletânea tripla chamada "Stratovarius - Best Of". O trabalho inclui a faixa inédita "Until the End of Days".
No dia 28 de setembro de 2018, é lançado Enigma: Intermission 2, uma compilação que tem uma coleção de faixas raras do Stratovarius de seus quatro álbuns de estúdio mais recentes: Polaris, Elysium, Nemesis e Eternal, além de músicas inéditas.
Em 23 de setembro de 2022, a banda lança Survive. É o primeiro álbum de estúdio desde 2018.

## Membros
| - Timo Kotipelto – vocal (1994–presente) - Jens Johansson – teclado e piano (1995–presente) - Matias Kupiainen – guitarra (2008–presente) - Lauri Porra – baixo (2005–presente) - Rolf Pilve – bateria (2012–presente) - Sami Kuoppamäki (em estúdio) – bateria (1993–1994) - Anders Johansson (em shows) – bateria (2004) - Alex Landenburg (em shows) – bateria (2010) | - John Vihervä – baixo (1982–1984)* - Staffan Strahlman – guitarra (1982–1985)* - Tuomo Lassila – vocal (1982–1985), bateria e percussão (1982–1995) - Jyrki Lentonen – baixo (1984–1989) - Timo Tolkki – guitarra (1985–2008), vocal (1985–1994) - Antti Ikonen – teclado (1988–1995) - Jari Behm – baixo (1989–1993) - Jari Kainulainen – baixo (1993–2005) - Jörg Michael – bateria (1995–2012) - Katriina "Miss K" Wiiala – vocal (2004) * Saíram da banda na época do Black Water. |

## Discografia
| - Fright Night (1989) - Twilight Time (1992) - Dreamspace (1994) - Fourth Dimension (1995) - Episode (1996) - Visions (1997) - Destiny (1998) - Infinite (2000) - Elements Part I (2003) - Elements Part II (2003) - Stratovarius (2005) - Polaris (2009) - Elysium (2011) - Nemesis (2013) - Eternal (2015) - Survive (2022) - Visions of Europe (1998) - Under Flaming Winter Skies (2012) - The Past and Now (1997) - The Chosen Ones (1999) - 14 Diamonds (2000) - Intermission (2001) - Unrealized Songs (2005) - Stratovarius - Best Of (2016) - Enigma: Intermission 2 (2018) | - "Future Shock" (1988) - "Black Night" (1989) - "Break the Ice" (1992) - "Wings of Tomorrow" (1995) - "Against The Wind" (1995) - "Father Time" (1996) - "Will the Sun Rise?" (1996) - "Speed Of Light" (1996) - "Black Diamond" (1997) - "The Kiss of Judas" (1997) - "S.O.S." (1998) - "Hunting High and Low" (2000) - "It's a Mystery" (2000) - "A Million Light Years Away" (2000) - "Eagleheart" (2002) - "I Walk to My Own Song" (2003) - "Maniac Dance" (2005) - "Deep Unknown" (2009) - "Darkest Hours" (2010) - "Under Flaming Skies" (2011) - "Unbreakable" (2012) - "Halcyon Days" (2013) - "If The Story Is Over" (2014) - "My Eternal Dream" (2015) - "Shine in the Dark" (2015) - "Until The End Of Days" (2016) - Infinite Visions (2000) - Under Flaming Winter Skies - DVD (2012) - Nemesis Days (2014) |